# Albadé Abouba
Albadé Abouba – nigerski polityk, minister spraw wewnętrznych w latach 2002–2004 oraz od 2007 do 2010, pełniący obowiązki premiera Nigru od 23 września 2009 do 2 października 2009.

## Życiorys
Albadé Abouba pochodzi z ludu Wodaabe z departamentu Tahoua. 9 listopada 2002 objął stanowisko ministra spraw wewnętrznych i decentralizacji w rządzie premiera Hamy Amadou. 30 grudnia 2004 w nowym gabinecie Amandou został ministrem bez teki i jednocześnie doradcą prezydenta Mamadou Tandji. 1 marca 2007 powrócił na stanowisko ministra spraw wewnętrznych i decentralizacji.
9 czerwca 2007, w gabinecie premiera Seyniego Oumarou objął urząd ministra stanu ds. wewnętrznych, bezpieczeństwa publicznego i decentralizacji. Urząd zachował również w drugim rządzie Oumarou, mianowanym przez prezydenta Tandję 19 sierpnia 2009 po wprowadzeniu zmian do konstytucji. Abouba pełni także funkcję sekretarza generalnego Ruchu Narodowego na rzecz Rozwijającego się Społeczeństwa (MNSD, Mouvement National de la Société de Développement).
23 września 2009, po rezygnacji ze stanowiska przez premiera Oumarou, Abouba objął funkcję tymczasowego szefa rządu. 2 października 2009 nowym premierem został mianowany Ali Badjo Gamatié. W jego rządzie zachował stanowisko ministra spraw wewnętrznych, które zajmował do czasu zamachu stanu w lutym 2010.